# 邦格蘭角
67°43′S 67°48′W / 67.717°S 67.800°W
邦格蘭角是南極洲的半島，位於葛拉漢地西岸對開的普爾夸帕島西岸，在1936年由英國的探險隊探測，現時由南極條約體系管理。